# Friedrich Otto von Dernath
Friedrich Otto Graf von Dernath (* 12. August 1734 in Kiel; † 18. Januar 1805 in Wismar) war ein deutscher Domherr, Unternehmer und Gutsherr auf Hasselburg, Övelgönne, Perdöl, Åkær und Dybvad.

## Leben
Friedrich Otto Graf von Dernath stammte aus der holsteinischen Linie der Grafen von Dernath und war der älteste Sohn von Gerhard Graf von Dernath (* 1700; † 1759) und seiner Frau Sophie Louise Charlotte, geb. von Bassewitz († 1786).
Am 23. Mai 1753 erhielt er auf die Erste Bitte des Fürstbischofs Friedrich August hin eine Präbende im Lübecker Domkapitel, die zuvor Hinrich von Buchwald († 1753) innegehabt hatte. 1762 verzichtete er auf die Präbende zugunsten seines Bruders Carl Graf von Dernath (* 1750), der jedoch schon 1766 als Student in Leipzig starb.

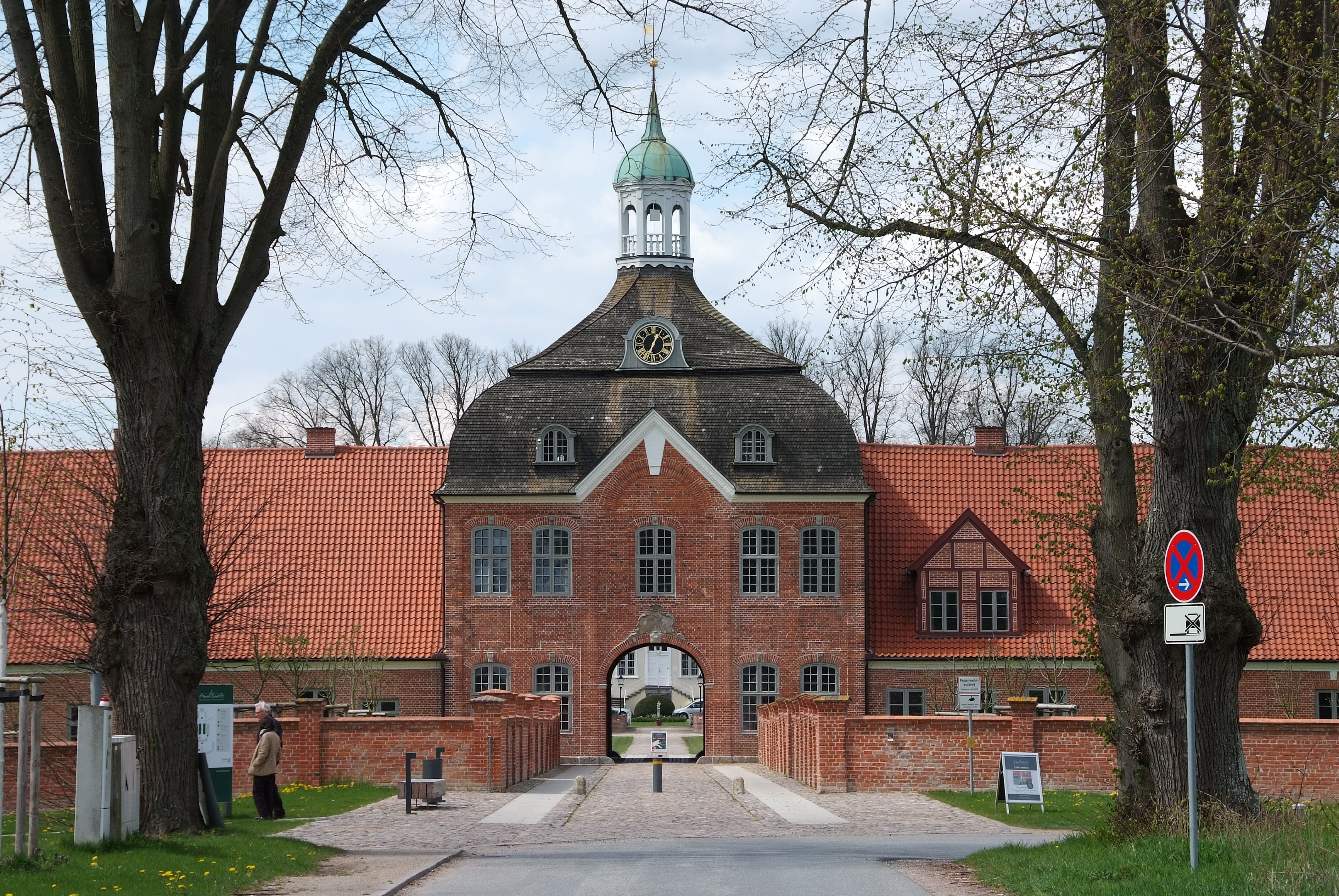
Torhaus Hasselburg

1759 erbte er das Familiengut Hasselburg und ließ hier 1763 das große Torhaus nach Entwürfen Georg Greggenhofers errichten.
Ab 1771 war er Teilhaber der Oldesloer Saline und ab 1773 Alleininhaber. Trotz großer Investitionen in ein Gradierwerk und Steigerung der Produktion gelang es ihm nicht, die Saline profitabel zu machen. So verkaufte er 1794 die Saline an den Grafen Georg von Münster-Meinhövel im Tausch gegen dessen erst 1793 erworbenen Güter Åkær und Dybvad in Jütland. Münster benannte die Saline in Travensalzer Saline um. Dybvad verkaufte von Dernath 1798, Åkær 1802. Seine finanzielle Situation verschlechterte sich weiter, so dass sein Sohn Magnus 1803 Hasselburg in Pacht übernehmen musste. Friedrich Otto von Dernath zog danach erst nach Lübeck und dann nach Wismar, wo er starb.
Er war drei Mal verheiratet:
1. ab 6. Oktober 1762 mit Elisabeth Christine, einer Tochter des dänischen Zeremonienmeisters Mogens Scheel von Plessen (* 3. Dezember 1744; † 3. April 1770)
2. ab 4. März 1772 mit Sophie Magdalene, einer Tochter des dänischen Geheimen Rats Wilhelm von Holstein (* 26. Dezember 1739; † 7. Februar 1783)
3. ab 8. Februar 1788 Maria Augusta Theresie, einer Tochter des hessischen Obristen Freiherr Alexander Franz von Koeller (von Keller)  (* 16. Oktober 1748; † 6. März 1801)

Von die 4 Kindern überlebten ihn nur der Sohn und Erbe von Hasselburg Magnus (1765–1828) und die Tochter Sophie Lucie Charlotte (* 1764; † ?), die 1785 Carl Ludwig von Baudissin heiratete. 
2004 thematisierte ein Theaterstück in Bad Oldesloe das Leben des Salzgrafen Friedrich Otto von Dernath.

## Auszeichnungen
- Dannebrogorden. Friedrich Otto Graf von Dernath wurde am 14. Maj 1776 mit Ritter des Dannebrogordens ausgezeichnet. Motto: Nec temere nec timide.[3]